# Gootee Nunatak
Gootee Nunatak är en nunatak i Antarktis. Den ligger i Östantarktis. Australien gör anspråk på området. Toppen på Gootee Nunatak är 250 meter över havet.
Terrängen runt Gootee Nunatak är huvudsakligen kuperad, men åt nordost är den platt.  Trakten är obefolkad. Det finns inga samhällen i närheten.